# Március 10.
Március 10. az év 69. (szökőévben 70.) napja a Gergely-naptár szerint. Az évből még 296 nap van hátra.
Névnapok: Ildikó + Anaisz, Anasztáz, Anasztázia, Atalanta, Atos, Atosz, Ében, Ede, Édua, Emil, Emilián, Etele, Etre, Ipoly, Itala, Kada, Kadicsa, Kadocsa, Kadosa, Kaducsa, Káin, Kamilla, Kán, Kandid, Kandida, Kolos, Kolozs, Melissza, Melitta, Nasztázia, Neste, Nyeste, Priszcilla, Teofil, Valér, Valérián

## Események

### Politikai események
- 1854 – Marosvásárhelyen kivégzik a Makk-féle összeesküvés vezetőit.[1]
- 1917 – E napon tör ki a februári forradalom (a Gergely naptár szerint. Az orosz időszámítás szerint február 27-én).
- 1939 – A prágai kormány bevezeti Szlovákiában a katonai diktatúrát.
- 1952 – Kubában Fulgencio Batista államcsínnyel magához ragadja a hatalmat
- 1959 – Fegyveres felkelés tör ki Tibetben a kínai uralommal szemben.
- 1979 – Romániában megalakul az első szabad szakszervezet, a SLOMR (Sindicatul Liber al Oamenilor Muncii din România, Romániai Dolgozók Szabad Szakszervezete).[2]* 1990 – Horn Gyula külügyminiszter Moszkvában megállapodást köt a Magyarországon állomásozó szovjet csapatok kivonásáról.
- 1994 – Václav Klaus cseh kormányfő Brüsszelben aláírja a PfP szerződést.
- 2012 – Előrehozott parlamenti választások Szlovákiában.[3]

### Tudományos és gazdasági események
- 2006 - Pályára áll a Mars Reconnaissance Orbiter.

### Sportesemények
Formula–1
- 1991 –  amerikai nagydíj, Phoenix - Győztes: Ayrton Senna  (McLaren Honda)
- 1996 –  ausztrál nagydíj, Melbourne - Győztes: Damon Hill  (Williams Renault)

### Egyéb események
2012 –  Kigyullad Krasznahorka vára.

## Születések
- 1452 – II. Ferdinánd aragóniai király († 1516)
- 1503 – I. Ferdinánd osztrák uralkodó főherceg, német-római császár, magyar és cseh király († 1564)
- 1628 – Marcello Malpighi itáliai orvos, természettudós, a Malpighi-edény névadója († 1694)
- 1748 – John Playfair skót matematikus, geológus, róla nevezték el Playfair-féle axiómát († 1819)
- 1749 – Lorenzo Da Ponte olasz librettista († 1838)
- 1762 – Jeremias Benjamin Richter német kémikus († 1807)
- 1772 – Friedrich von Schlegel német filozófus, író, műkritikus († 1829)
- 1874 – Rózsa Miklós magyar újságíró, művészeti író és művészettörténész († 1945)
- 1868 – Lucich Károly altengernagy, a Császári és Királyi Dunai Flottilla parancsnoka, a Hadtörténeti Levéltár és Múzeum igazgatója († 1952)
- 1889 – Járay Pál magyar származású svájci feltaláló, az aerodinamika úttörője, például szabadalma alapján készült a Volkswagen Bogár karosszériája († 1974)
- 1892 – Arthur Honegger svájci származású francia zeneszerző, a „Hatok” egyike († 1955)
- 1904 – Kellner Béla orvos, onkológus, az MTA tagja († 1975)
- 1913 – Kovács Imre magyar parasztpárti politikus, író († 1980)
- 1914 – Balassa Géza régész, történetíró († 1994)
- 1915 – Carelli Gábor (er. Krausz Gábor) magyar szárm. operaénekes (tenor) († 1999)
- 1920 – Boris Vian francia író, költő, muzsikus († 1959)
- 1923 – Szivler József magyar színész, rendező, a Pécsi Nemzeti Színház örökös tagja († 1995)
- 1924 – Giovanni De Riu olasz autóversenyző († 2008)
- 1924 − Zsoldos Vera  magyar grafikusművész, illusztrátor, író. († 2016)
- 1930 – Iharos Sándor atléta, magyar futóbajnok († 1996)
- 1932 – Pais István magyar filozófiatörténész, író
- 1934 – Kulcsár Gergely magyar atléta, olimpiai ezüstérmes gerelyhajító († 2020)
- 1939 – Petényi Ilona Aase-díjas magyar színésznő
- 1940 – Chuck Norris amerikai harcművész, színész
- 1941 – Mansfeld Péter az 1956-os pesti srácok egyike († 1959)
- 1943 – Baranyai Ibolya Jászai Mari-díjas magyar színésznő Győri Nemzeti Színház Örökös tagja († 2020)
- 1946 – Fusida Hirosi japán autóversenyző
- 1946 – Lóránt Zsuzsa magyar szobrászművész, műfordító († 2022)
- 1946 – Venczel Vera Jászai Mari-díjas magyar színésznő, érdemes és kiváló művész († 2021)
- 1953 – Horváth Károly magyar színész, bábszínész
- 1954 – Mocsai Lajos magyar kézilabdázó, kézilabdaedző
- 1956 – Falcsik Mari magyar költő, könyvszerkesztő, műfordító
- 1955 – Szuzuki Tosio japán autóversenyző
- 1957 – Shannon Tweed kanadai színésznő
- 1957 – Oszáma bin Láden az Al-Káida egyik alapítója, terrorista († 2011)
- 1958 – Sharon Stone amerikai színésznő, az 1990-es évek szexszimbóluma
- 1959 – Asbóth Anikó magyar bábművész, színésznő, színházigazgató
- 1959 – Szabadi Vilmos magyar hegedűművész
- 1960 – Aécio Neves brazil politikus, közgazdász, Minas Gerais állam volt kormányzója
- 1961 – Szinvai Pál magyar szobrász, keramikus
- 1965 – Ozsda Erika magyar dramaturg, filmforgatókönyvíró, színésznő
- 1969 – Szabó József magyar versenyúszó, olimpiai bajnok
- 1976 – Szvath Tamás magyar színész
- 1978 – Bárány Attila vízilabdázó
- 1981 – Samuel Eto’o labdarúgó játékos.
- 1992 – Emily Osment amerikai színésznő.
- 2002 – Jevhen Malisev ukrán sílövő († 2022)

## Halálozások
- 1391 – I. Tvrtko bosnyák király (* 1338 k.)
- 1805 – Blaž Kumerdej, szlovén filológus, tanár, nyelvújító, a szlovén iskolarendszer atyja (* 1738)
- 1826 – VI. János portugál király (* 1767)
- 1864 – II. Miksa bajor király (* 1811)
- 1865 – Szabó Imre honvédtiszt, hadügyi államtitkár (* 1820)
- 1882 – Charles Wyville Thomson skót természettudós, tengerkutató (* 1830)
- 1910 – Dr. Karl Lueger osztrák politikus, 1897–1910-ig Bécs polgármestere (* 1844)
- 1913 – Harriet Tubman író, szüfrazsett, betegápoló, emberi jogi aktivista (* 1822)
- 1940 – Mihail Bulgakov szovjet-orosz író, költő (* 1891)
- 1942 – William Henry Bragg Nobel-díjas angol fizikus, kémikus (* 1862)
- 1945 – Gyalókay Jenő katonatiszt, hadtörténész, az MTA tagja (* 1874)
- 1964 – Dallos Sándor magyar író (* 1901)
- 1965 – Ladányi Ferenc Kossuth-díjas magyar színész (* 1909)
- 1966 – Frits Zernike Nobel-díjas holland fizikus (* 1888)
- 1983 – Cseke Vilmos erdélyi magyar matematikai szakíró (* 1915)
- 1985 – Konsztantyin Csernyenko szovjet politikus, az SZKP főtitkára (* 1911)
- 1998 – Sas Elemér fizikus, egyetemi tanár, televíziós ismeretterjesztő (* 1930)
- 1998 – Lloyd Bridges amerikai színész (* 1913)
- 2003 – Ottorino Volonterio svájci autóversenyző (* 1917)
- 2011 – Ranschburg Jenő magyar pszichológus, a pszichológiai tudományok kandidátusa (* 1935)
- 2016 – Keith Emerson brit zenész, az Emerson, Lake & Palmer alapítója (* 1944)
- 2017 – John Surtees brit gyorsaságimotor- és autóversenyző (* 1934)
- 2021 – Gonda János Széchenyi-díjas magyar zongoraművész, zenetörténész, zeneszerző (* 1932)

## Nemzeti ünnepek, emléknapok, világnapok
- A székely szabadság napja